# Генетичний дрейф
Генетичний дрейф у популяції є одним із ключових механізмів який впливає на рухливість еволюційного процесу в популяції. У цьому випадку шляхом змін частот генів в популяції через покоління ми маємо можливість спостерігати істотні зміни в розподілі алельних комбінацій в цій популяції. Генетичний дрейф може існувати в групах чи певних генетичних спільнотах, які необмежені у своєму розмірі, проте найбільш ефективний він у малих групах
Генетичний дрейф-ефект цікавий тим, що може бути результатом як втрати деякого алеля, так і фіксацією чи підняттям алеля до 100% частотності його в створеній  родині. Відомо коли популяція істотно зменшується в розмірі за допомогою природних катаклізмів чи інших чинників йдеться про bottle effect of population, а коли відбувається розходження малої групи істот від великої сімейного групування для пошуку нових колоній — ефект засновника.
Зробімо ідею дрейфу більш конкретною і наочною, розглянувши один цікавий приклад. Припустимо, ми маємо дуже малу популяцію карликових кроликів, яка складається з 8000 особин коричневого кольору (генотип BB або Bb) і 2000 особин білого кольору (генотип bb). Спочатку частоти алелів B і b рівні. Тож позначимо що частота кролів з B алелем буде q, а для b буде p і вони рівні між собою 50 на 50.Надалі будемо розглядати їхні зміни частот конкретних алелів в другому і третьому поколінні та побачимо, що з себе представляє цей генетичний дрейф для малих кролів бурого та білого забарвлення.
Отже, як результат в другому поколінні кролі будуть мати співвідношення q до p буде інакшим, а саме 7 до 3 оскільки кролів BB стало більше в родині. Переглядаючи кролів в третьому поколінні ми спостерігаємо, що співвідношення алелів має чіткий вигляд 1 до 0, тобто 100 домінування тільки B алелю в цій популяції (частота цього алелю є максимальною (третє покоління). Зрозуміло, що і колір кролів змінюється на лише бурий окрас цих дослідних кролів. У цій серії подій, до третього покоління, алель b повністю втрачається серед населення диких кролів. Більші популяції кролів  навряд чи швидко зміняться в результаті генетичного дрейфу. Наприклад, якщо ми простежили популяцію 10000 кроликів (замість 100), то набагато менше шансів, що алель b буде втрачений (і що алель B досягне 100% (частота відсотків або фіксація) через такий короткий проміжок часу. Якби лише половина з 10000 кроликів вижила для розмноження, як у першому поколінні наведеного вище прикладу, кролики мали б тенденцію набагато точніше і якісніше відображати частоти бажаних алелів вихідної популяції — тому що зразок буде набагато більшим. Генетичний дрейф, на відміну від природного (селективного) добору, не враховує користь та перевагу (або шкоду) алеля для людини, яка є його активним носієм. Тобто корисний алель може бути втрачений чи елімінований, або злегка шкідливий алель може стати більш фіксованим, абсолютно випадково. Корисний або шкідливий алель може підлягати селекції, як і дрейфу, але дуже сильний дрейф (наприклад, у занадто малій популяції) все одно може спричинити фіксацію поганого алеля або втрату корисного.

## Ефект пляшкового горла та ефект засновника
Ефект пляшкового горла — це гарний приклад генетичного дрейфу, який трапляється, коли чисельність популяції починає сильно зменшуватися(2). Такі стрімкі події, як стихійні лиха (землетруси, повені, пожежі в лісових смугах), можуть знищити населення, вбивши більшість людей і залишивши за собою невеликий випадковий асортимент тих, хто вижив(1).Частота алелів у цій групі може сильно відрізнятися від частоти популяції до події, а деякі алелі можуть повністю бути відсутні(1). Менша популяція також буде більш сприйнятливою до наслідків генетичного дрейфу поколіннями (доки їх кількість не нормалізується), що потенційно може призвести до втрати ще більшої кількості алелів. Як ефект пляшкового горла може зменшити генетичне різноманіття?(4).Уявіть собі пляшку, наповнену мармуром, де мармур представляє людей у популяції. Якщо відбувається подія пляшкового горла, невеликий випадковий асортимент людей переживає подію і проходить через вузьке місце (і в чашку), тоді як переважна більшість населення помирає (залишається в пляшці)(7). Зараз генетичний склад випадкових осіб які вижили є генетичним складом всієї нової  популяції.
Ефект засновника — ще один надзвичайний приклад дрейфу, який виникає, коли невелика група особи відривається від більшої популяції, щоб побудувати нову колонію. Нова колонія ізольована від вихідної популяції, і особини-засновники можуть не представляти повного генетичного різноманіття вихідної популяції. Тобто, алелі в основоположній популяції можуть бути присутніми на різних частотах, ніж у вихідній популяції, а деякі алелі можуть взагалі еліміновані. Ефект засновника за своїм поняттям схожий на ефект пляшкового горла, але він виникає за допомогою іншого  механізму (колонізація, а не катастрофа).

### Висновок
- У невеликих популяціях випадкові зміни частот алелів можуть істотно впливати на «виживання» будь-якого алеля, незалежно від його адаптивної властивості; це явище — генетичний дрейф.
- Генетичний дрейф призводить, в деяких випадках, до вимирання алеля або великої популяції.
- Крім того, генетичний дрейф є причиною швидкого розвитку популяції.
- В результаті пляшкового горла катастрофа, хвороба чи переслідування можуть різко зменшити чисельність популяції та генетичні зміни, збільшивши її сприйнятливість до наслідків генетичного дрейфу.
- В результаті засновника, мала група залишає більшу кількість населення для колонізації нової території. Знову ж таки, генетичний дрейф може призвести до втрати генетичного біорізноманіття, вимирання або швидкої еволюції.
- Генетичний дрейф є головна причина еволюції у популяціях невеликого розміру, але результати в основному зумовлені випадковістю.

Список літератури
1. "Population size and genetic drift," by Douglas Wilkin and Barbara Akre, CK-12 Foundation, CC BY-NC 3.0.
2. Krempels, Dana. (2006). Why spay or neuter my rabbit? In Houserabbit adoption, rescue, and education. Retrieved from http://www.bio.miami.edu/hare/scary.html.
3. Haw, J. (2013, May 24). Northern elephant seals: Increasing population, decreasing biodiversity. In Scientific american. Retrieved from http://blogs.scientificamerican.com/expeditions/northern-elephant-seals-increasing-population-decreasing-biodiversity/.
4. Genetic drift and the founder effect. (2001). In Evolution. Retrieved from http://www.pbs.org/wgbh/evolution/library/06/3/l_063_03.html.
5. Genetic drift. (2016, April 19). Retrieved May 19, 2016 from Wikipedia: https://en.wikipedia.org/wiki/Genetic_drift.
6. Purves, W. K., Sadava, D., Orians, G. H., and Heller, H. C. (2003). Genetic drift may cause large changes in small populations. In Life: The science of biology (7th ed., pp. 468—469).
7. Reece, J. B., Urry, L. A., Cain, M. L., Wasserman, S. A., Minorsky, P. V., and Jackson, R.B. Genetic drift. In Campbell biology (10th ed., pp. 488—490). San Francisco.

| ДНК | Це незавершена стаття з генетики. Ви можете допомогти проєкту, виправивши або дописавши її. |